# Kdyby ty muziky nebyly
Kdyby ty muziky nebyly je český středometrážní film, debut režiséra Miloše Formana a scenáristy Ivana Passera.

## Příběh
Na tradiční přehlídku dechových orchestrů Kmochův Kolín se připravují dva ambiciózní orchestry se svéráznými dirigenty. Oba orchestry mají rovněž své benjamínky, kamarády Vojtu a Frantu, kteří mají společnou vášeň: motocykly. Oba dají místo nudné zkoušky přednost motocyklovým závodům a jsou z orchestrů vyloučeni. V tu chvíli ovšem dochází k záměně a oba mladíci nastoupí u konkurenčního orchestru. Ve filmu zazní stejnojmenná skladba, která dala filmu název.

## Obsazení
| Jan Vostrčil     | dirigent Kmochovy hudby Kolín    |
| František Zeman  | dirigent Dechové hudby požárníků |
| Vladimír Pucholt | hráč na pozoun Vláďa             |
| Václav Blumentál | hráč na trubku Vašek Blumentál   |

## Natáčení
Film byl natočen v Kolíně, který Miloš Forman často navštěvoval. Do filmu byli obsazeni neherci, včetně sbormistrů i celých orchestrů.

## Uvedení
Snímek měl premiéru 28. února 1964 jako součást povídkového filmu Konkurs, který obsahoval i stejnojmenný film rovněž v režii Miloše Formana. V průběhu dokončování filmu už Miloš Forman pracoval na svém celovečerním debutu Černý Petr.